# Ellen Roosevelt
Ellen Crosby Roosevelt (20. august 1868 i Rosendale (New York) – 26. september 1954 i Hyde Park (New York)) var en amerikansk tennisspiller.
Ellen Roosevelt var datter af propretæren John Aspinwall Rosevelt og Ellen Murray Crosby. Hun begyndte at spille tennis med sin søster, Grace i 1879, da hendes far anlagde en tennisbane ved deres landsted "Rosedale".
Hun vandt damesingletitlen ved US National Championships 1890, hvor hun besejrede de foregående to års mester, Bertha Townsend, med 2-0 i sæt. Ved samme turnering vandt hun endvidere damedoubletitlen sammen med sin søster, Grace. De var det første søsterpar, der vandt mesterskabet, og forblev det eneste, indtil Venus og Serena Williams gentog deres bedrift i 1999. Ved US National Championships 1893 vandt hun mixed double-titlen sammen med Oliver Campbell.
Ellen Roosevelt blev valgt ind i International Tennis Hall of Fame i 1975.
Hun var kusine til Franklin D. Roosevelt.